# Sir Vivian Richards Stadium
Le Sir Vivian Richards Stadium est un stade de cricket situé à North Sound dans la paroisse de Saint-George sur l'île d'Antigua. Construit pour la Coupe du monde 2007, il est inauguré cette même année. D'une capacité de dix mille places, il est occasionnellement utilisé par l'équipe des Indes occidentales. Il rencontre plusieurs problèmes au cours de ses premières années d'exploitation. Un test-match entre les Indes occidentales et l'Angleterre y est notamment interrompu en février 2009 après seulement dix balles jouées à cause de la présence de sable sur le terrain, susceptible de provoquer des blessures.

## Situation

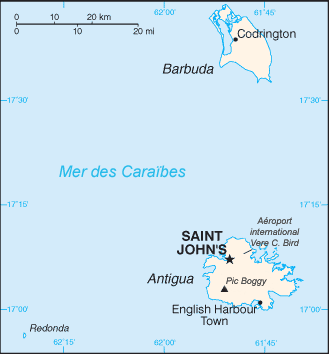
Carte d'Antigua-et-Barbuda. Le Sir Vivian Richards Stadium est situé entre Saint John's, la capitale, et l'aéroport international V. C. Bird.

Le Sir Vivian Richards Stadium est situé à North Sound, sur l'île d'Antigua, à mi-chemin entre la capitale d'Antigua-et-Barbuda, Saint John's, et l'aéroport international V. C. Bird.

## Nom
Le stade porte le nom de Viv Richards, batteur international des Indes occidentales entre 1974 et 1991. Né à Antigua en 1952, il a notamment remporté les deux premières Coupe du monde de l'histoire avec les Indes occidentales et a été désigné comme l'un des cinq meilleurs joueurs du XXe siècle par le Wisden Cricketers' Almanack.

## Histoire
Le Sir Vivian Richards Stadium est construit pour la Coupe du monde 2007, qu'accueillent les « Indes occidentales ». Financé par la République populaire de Chine, son coût total est de 60 millions d'US$. En plus d'employés locaux, des centaines d'ouvriers chinois sont employés sur le chantier.
Pour la Coupe du monde, sa capacité est temporairement de vingt-mille spectateurs, ramenée à deux fois moins après la compétition. Il accueille six rencontres du « Super Eight », le deuxième tour de la compétition. Les affluences au cours de ces rencontres sont faibles, même pour le match disputé par les Indes occidentales : le stade est situé trop loin de Saint John's, les possibilités de parking sont trop éloignées et le prix des tickets trop élevé pour les supporters locaux qui doivent en plus faire face à des règles de sécurité drastiques et à de longues files d'attente. Lors de la rencontre entre l'Australie et le Bangladesh, il y a de larges flaques d'eau malgré le temps ensoleillé et le match doit être retardé de plusieurs heures et raccourci.
Le premier test-match disputé au Sir Vivian Richards Stadium oppose entre le 30 mai et le 3 juin 2008 les Indes occidentales à l'Australie. L'évacuation des eaux est encore un problème au troisième jour de jeu : à cause d'averses matinales, le jeu est retardé de plus de cinq heures malgré un temps ensoleillé le reste de la journée.
Début 2009, l'Angleterre est en tournée dans les Indes occidentales. Le deuxième test de la série de quatre doit se dérouler au Sir Vivian Richards Stadium du 13 au 17 février. Avant la rencontre, les deux camps émettent des remarques sur l'état du terrain, fortement sablonneux à la suite de pluies récentes, et qui peut provoquer des blessures pour les joueurs. Le match débute cependant. Le capitaine local, Chris Gayle, gagne le toss et envoie l'Angleterre à la batte en première. Les lanceurs caribéens ont des problèmes durant leur course d'élan. Après seulement dix balles jouées et quatorze minutes de jeu, joueurs et officiels décident de mettre fin à la rencontre. Le second test-match de ce stade devient ainsi le plus court de l'histoire. Un match supplémentaire est alors ajouté à la tournée : en deux jours, l'ancien stade d'Antigua, l'Antigua Recreation Ground (ARG), est préparé pour accueillir cette rencontre supplémentaire qui débute le 15 février. L'International Cricket Council (ICC) suspend le Sir Vivian Richards Stadium pendant un an pour les matchs internationaux, et le West Indies Cricket Board (WICB) reçoit un avertissement officiel.
En janvier 2010, il accueille la première rencontre classée first-class cricket de l'histoire à se jouer partiellement de nuit, avec des balles roses, un match entre Trinité-et-Tobago et le Guyana.

## Statistiques
Matchs internationaux joués au Sir Vivian Richards Stadium (jusqu'à fin 2014) : 
| Format           | Nombre | Remarque                                           |
| ---------------- | ------ | -------------------------------------------------- |
| Test-matchs      | 3      | inclut le match abandonné après dix balles lancées |
| ODI              | 13     | dont six disputés pendant la Coupe du monde 2007   |
| Twenty20         | 4      |                                                    |
| Twenty20 féminin | 2      |                                                    |